# Elena Runggaldier
Elena Runggaldier, född 10 juli 1990 i Bolzano, Sydtyrolen, är en ladinsk backhoppare som tävlar för Fiamme Gialle och Italien.

## Tidig karriär
Elena Runggaldier växte upp Santa Cristina Val Gardena (ladinska: S. Crestina-Gherdëina) i en familj med stort intresse för nordisk skidsport. Hennes äldre bror, Benjamin, är backhoppningstränare i Ski Club Gardena Raiffeisen och en yngre bror, Mattia, är aktiv utövare av nordisk kombination. Hennes yngre syster Anna, är också backhoppare.
Runggaldier var tidigt aktiv inom längdskidåkning. Vid 12 års ålder upptäcktes hennes talang för backhoppning. Hon debuterade i en FIS-tävling 13 augusti 2003 i Bischofshofen och blev nummer 38. Hon fick tolfte plats i en FIS-tävling i Klingenthal 10 augusti 2004.

## Karriär
Elena Runggaldier debuterade i Kontinentalcupen för damer (Ladies-COC) 16 januari 2005 i Planica och blev nummer 23. Hon har 7 säsonger i Kontinentalcupen. Den bästa säsongen var 2010/2011 då hon blev nummer 12 sammanlagt i den totala cupen. Hennes första seger i någon av cupens deltävlingar var i Liberec, Tjeckien 1 oktober 2010.
I junior-VM har hon tre medaljer; en bronsmedalj från Kranj 2006, en silvermedalj från Zakopane 2008 och en guldmedalj från Hinterzarten 2010. Runggaldier har tre guld och tre silver från italienska mästerskapen mellan 2004 och 2009. Hon vann Vinteruniversiaden 2011 i Erzurum.
I VM i Oslo  2011 vann hon en silvermedalj 12,8 poäng efter VM-vinnaren Daniela Iraschko från Österrike.
Elena Runggaldier har vunnit tre guldmedaljer och tre silvermedaljer i italienska mästerskap i perioden 2004 till 2008.

## Privatliv
Elena Runggaldier är tillsammans med den fransk utövare av nordisk kombination François Braud.